# Reyssouze
Pour l’article homonyme, voir Reyssouze.
Reyssouze est une commune française, située dans le département de l'Ain en région Auvergne-Rhône-Alpes.

## Géographie
Reyssouze fait partie de la Bresse. La rivière qui porte le même nom traverse la commune.

### Climat
Pour des articles plus généraux, voir Climat d'Auvergne-Rhône-Alpes et Climat de l'Ain.
En 2010, le climat de la commune est de type climat océanique dégradé des plaines du Centre et du Nord, selon une étude du CNRS s'appuyant sur une série de données couvrant la période 1971-2000. En 2020, Météo-France publie une typologie des climats de la France métropolitaine dans laquelle la commune est exposée à un climat semi-continental et est dans la région climatique Bourgogne, vallée de la Saône, caractérisée par un bon ensoleillement (1 900 h/an), un été chaud (18,5 °C), un air sec au printemps et en été et des vents faibles.
Pour la période 1971-2000, la température annuelle moyenne est de 11,6 °C, avec une amplitude thermique annuelle de 18 °C. Le cumul annuel moyen de précipitations est de 840 mm, avec 10,9 jours de précipitations en janvier et 7,5 jours en juillet. Pour la période 1991-2020, la température moyenne annuelle observée sur la station météorologique de Météo-France la plus proche, sur la commune de Romenay à 14 km à vol d'oiseau, est de 11,8 °C et le cumul annuel moyen de précipitations est de 983,9 mm,. Pour l'avenir, les paramètres climatiques de la commune estimés pour 2050 selon différents scénarios d'émission de gaz à effet de serre sont consultables sur un site dédié publié par Météo-France en novembre 2022.

## Urbanisme

### Typologie
Au 1er janvier 2024, Reyssouze est catégorisée bourg rural, selon la nouvelle grille communale de densité à 7 niveaux définie par l'Insee en 2022.
Elle est située hors unité urbaine. Par ailleurs la commune fait partie de l'aire d'attraction de Mâcon, dont elle est une commune de la couronne,. Cette aire, qui regroupe 105 communes, est catégorisée dans les aires de 50 000 à moins de 200 000 habitants,.

### Occupation des sols
L'occupation des sols de la commune, telle qu'elle ressort de la base de données européenne d’occupation biophysique des sols Corine Land Cover (CLC), est marquée par l'importance des territoires agricoles (87,4 % en 2018), en diminution par rapport à 1990 (91,3 %). La répartition détaillée en 2018 est la suivante : 
zones agricoles hétérogènes (47,3 %), prairies (40,2 %), zones urbanisées (7,8 %), forêts (3,1 %), eaux continentales (1,6 %).
L'évolution de l’occupation des sols de la commune et de ses infrastructures peut être observée sur les différentes représentations cartographiques du territoire : la carte de Cassini (XVIIIe siècle), la carte d'état-major (1820-1866) et les cartes ou photos aériennes de l'IGN pour la période actuelle (1950 à aujourd'hui).

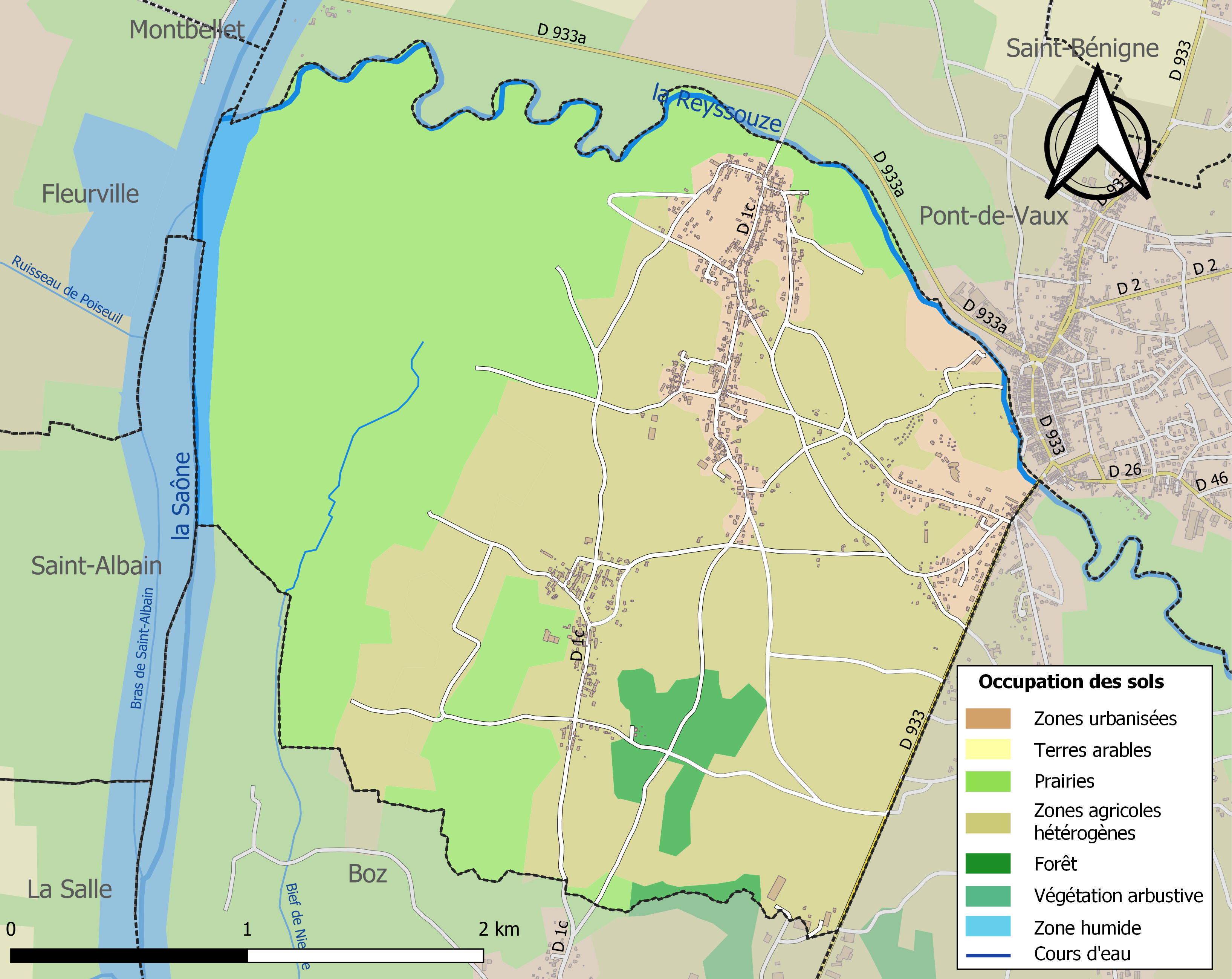
Carte des infrastructures et de l'occupation des sols de la commune en 2018 (CLC).

## Histoire
Le village est mentionné dès le VIe siècle. La commune de Reyssouze est créée par démembrement de sa voisine Gorrevod en 1845.

### Hameaux

#### Avittes
Vers le milieu du Xe siècle, l'église Saint-Vincent de Mâcon y possédait une terre, des prés, des bois, des pêcheries, deux moulins et d'autres biens, que lui avait donnés un prévôt nommé Umbert. Vers la fin de ce même siècle, elle y acquit d'autres fonds d'un nommé Adalbert et de ses frères. Le 30 juillet 1353, Jean de Salaigny, évêque de Mâcon, céda au comte Amédée VI de Savoie tous les biens que son église possédait à Avittes (In villa Avistas, villa que dicitur Avistas).

## Politique et administration

### Découpage territorial
La commune de Reyssouze est membre de la communauté de communes Bresse et Saône, un établissement public de coopération intercommunale (EPCI) à fiscalité propre créé le 1er janvier 2017 dont le siège est à Bâgé-le-Châtel. Ce dernier est par ailleurs membre d'autres groupements intercommunaux.
Sur le plan administratif, elle est rattachée à l'arrondissement de Bourg-en-Bresse, au département de l'Ain et à la région Auvergne-Rhône-Alpes. Sur le plan électoral, elle dépend du  canton de Replonges pour l'élection des conseillers départementaux, depuis le redécoupage cantonal de 2014 entré en vigueur en 2015, et de la première circonscription de l'Ain  pour les élections législatives, depuis le dernier découpage électoral de 2010.

### Administration municipale
| Période                                  | Période      | Identité              | Étiquette | Qualité |
| ---------------------------------------- | ------------ | --------------------- | --------- | ------- |
| juin 1995                                | mars 2001    | Jean Brayard          |           |         |
| mars 2001                                | 2001         | Michel Debonfils      |           |         |
| août 2001                                | février 2002 | Maurice Béreyziat     |           |         |
| 2002                                     | mars 2008    | France Gambin         |           |         |
| mars 2008                                | mars 2014    | Nicole Sallet         |           |         |
| mars 2014                                | août 2015    | Alain Sylvestre-Baron |           |         |
| septembre 2015                           | En cours     | Agnès Pelus           |           |         |
| Les données manquantes sont à compléter. |              |                       |           |         |

### Intercommunalité
La commune fait partie de la communauté de communes Bresse et Saône.

## Démographie
| 1846  | 1851  | 1856  | 1861  | 1866  | 1872 | 1876 | 1881 | 1886 |
| ----- | ----- | ----- | ----- | ----- | ---- | ---- | ---- | ---- |
| 1 118 | 1 157 | 1 106 | 1 076 | 1 046 | 953  | 927  | 900  | 913  |

| 1891 | 1896 | 1901 | 1906 | 1911 | 1921 | 1926 | 1931 | 1936 |
| ---- | ---- | ---- | ---- | ---- | ---- | ---- | ---- | ---- |
| 861  | 857  | 847  | 839  | 805  | 715  | 697  | 698  | 680  |

| 1946 | 1954 | 1962 | 1968 | 1975 | 1982 | 1990 | 1999 | 2006 |
| ---- | ---- | ---- | ---- | ---- | ---- | ---- | ---- | ---- |
| 671  | 643  | 625  | 616  | 698  | 716  | 709  | 715  | 859  |

| 2011 | 2016 | 2021  | 2022  | - | - | - | - | - |
| ---- | ---- | ----- | ----- | - | - | - | - | - |
| 954  | 975  | 1 010 | 1 003 | - | - | - | - | - |

## Culture et patrimoine

### Lieux et monuments

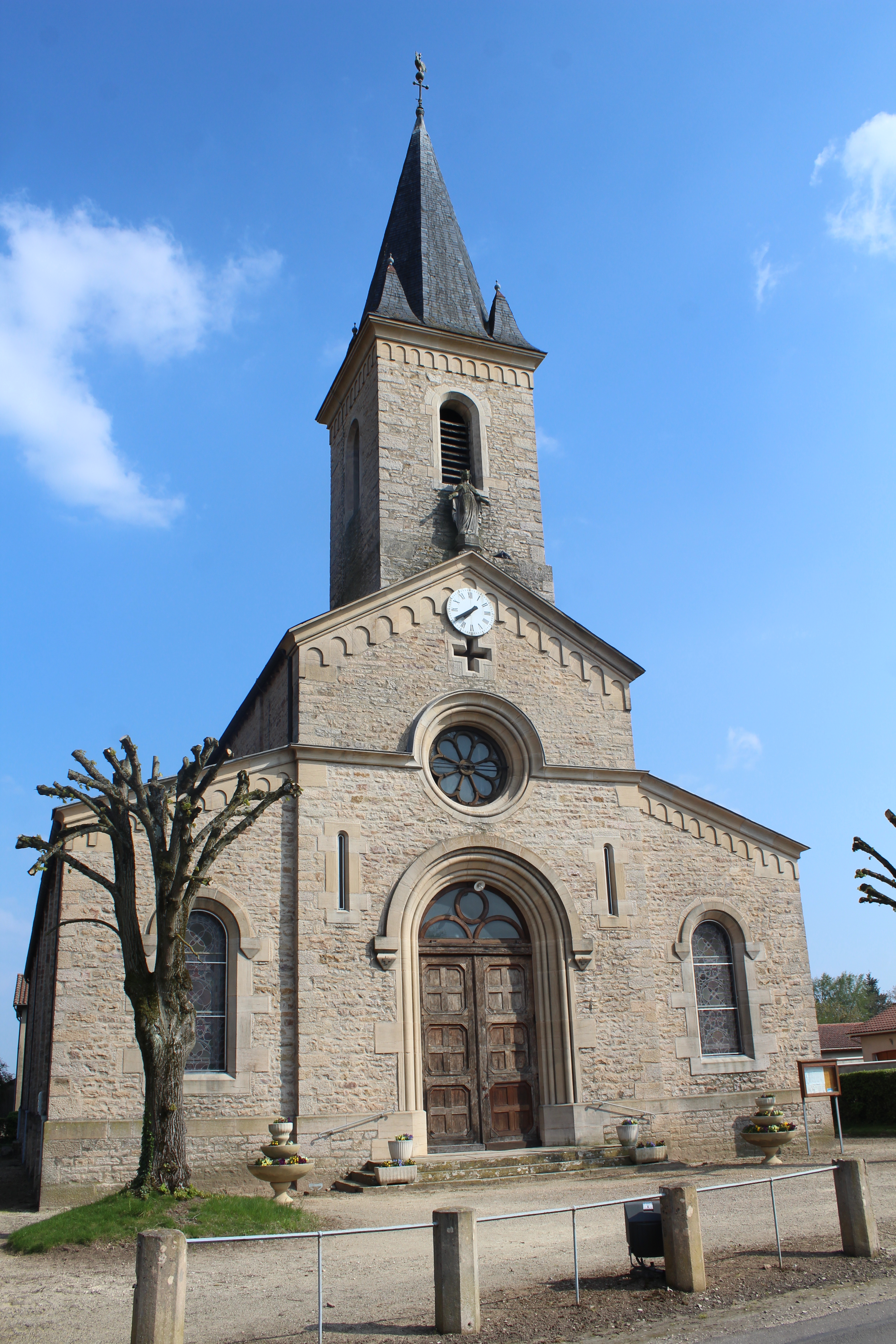
Église Saint-Claude.

- Ferme Coulas.
- Église Saint-Claude.

### Personnalités liées à la commune
- Joseph Brayard (1901-1972), homme politique français, est mort à Reyssouze.